# Marktschellenberg
Marktschellenberg è un comune tedesco di 1 770 abitanti situato nel land della Baviera.